# Reforma agraria de México
El presente artículo aborda el tema de Emiliano Zapata y la lucha agraria. La lucha de Emiliano Zapata se centró en la devolución de las tierras a quien las trabajara, tomando como fin de la lucha el "reivindicar" los derechos de los vulnerables; otro objetivo de la lucha era el acabar con el monopolio de tierras en manos de unos cuantos.

## Condiciones del pueblo
La situación en México en 1910 era muy desfavorable para los campesinos ya que la mayoría de estos habían sido despojados de sus tierras, por consecuencia el territorio mexicano se encontraba dominado por haciendas, grandes terrenos que pertenecían a un solo dueño, el hacendado era quien "contrataba a los campesinos desposeídos, dándoles un trabajo mal remunerado con el cual no les alcanzaba para subsistir y sólo generaba deudas con el patrón y de no poder ser pagadas en vida por el trabajador serían heredadas a los hijos y hasta que no se pagaran se seguirían heredando. En el Estado de Morelos el 62 por ciento de la superficie total y de casi toda la tierra de cultivo, era propiedad solamente de 30 hacendados.
La industria azucarera se convirtió en una de las más importantes debido a que las tierras de donde los campesinos fueron despojados eran sembradíos de caña, los hacendados implementaron maquinaria para acelerar el proceso productivo y para ello debían poseer mayor cantidad de terrenos, de esta manera se justificaron los despojos de algunas tierras.

Al ser los pueblos y las comunidades los más afectados por el arrebato de tierras fueron ellos los personajes centrales de la lucha. No todas las clases veían a Zapata como el gran libertador del pueblo. Para la clase intelectual, Zapata era visto como:
Un hombre rudo, aunque con cierto talento natural, no concebía como posible un despojo en los bienes de los hacendados [...] no alcanzaba a discernir que la forma razonable de hacerlos era la adquisición por parte del Gobierno, mediante un pago justo, determinadas extensiones de tierras para dividirlas en lotes y poner en posesión de ellos a quienes quisieran vivir de la agricultura.
El y los suyos no tenían más credo que el de la destrucción de todo cuanto existiera; hacer que el Estado de Morelos fuera abandonado por los habitantes y repartirse entre el escaso grupo de alzados los terrenos.

## Plan de Ayala
El 15 de diciembre de 1911 el Diario del Hogar dio a conocer el Plan escrito por Emiliano Zapata y Otilio Montaño. Este manifiesto fue el documento base para la orientación de una profunda transformación agraria, que tuvo lugar en Morelos y en las zonas con influencias zapatistas. El Plan de Ayala no tenía un carácter más que agrícola. Lo que lo hacía tan novedoso y diferente es que en él se planteaba que la revolución de 1910 tuvo un origen agrario. Dicho plan en ciertos puntos llegaba a ser extremista, por lo que el gobierno no lo veía de buena manera, no se creía que las tierras pudieran ser devueltas en su totalidad sin pagar por ellas o sin tomarlas por la fuerza como se había hecho con anterioridad.
La idea central del Plan de Ayala se encuentra en los artículos 6, 7 y 8, en estos artículos se estipulaban tres bases para la reforma agraria:
1. La tierra que hubiese sido usurpada en el pasado a sus propietarios legales debería ser devuelta; los campesinos armados estaban autorizados a tomar posesión inmediata de esas tierras.
2. Una tercera parte de las tierras de las haciendas habría de ser expropiadas por motivos de interés público, y con indemnización previa con el fin de proporcionar ejidos (tierras comunales), colonias y fundos legales para todos aquellos que no hubiesen recibido suficientes tierras bajo la primera disposición.
3. Todas las propiedades de los hacendados, científicos o caciques(jefes políticos locales), que se opusieran al plan serían nacionalizadas sin indemnización alguna.[2]

Con el Plan de Ayala no se buscaba otra cosa más que el bienestar de los pueblos que sufrieron el despojo de sus tierras, querían ver a México en vías de desarrollo y progreso, eso solo se lograría con una mejora agrícola. La única manera de llevar a cabo una reforma agrícola seria mediante el plan, en el cual se proponían tres maneras de adquirir las tierras:
- La reivindicación, es decir, la devolución a los pueblos y ciudadanos de los terrenos que les fueron usurpados por hacendados, científicos y caciques.
- La expropiación, que consiste en obligar a vender a los poderosos propietarios las tierras y aguas para que los agricultores puedan trabajar y vivir en ellas como propietarios, no como peones.
- La confiscación, es decir, el apoderamiento por la fuerza de aquellas tierras que pertenezcan a los enemigos de la revolución, o sea, a los hacendados, científicos o caciques que se opongan directamente a ella.[4]Para poner en practica estos tres importantes principios el dinero no era necesario, más bien lo que se necesitaba era fuerza de voluntad por parte de todas aquellas personas que tenían a su cargo la realización de estos principios.[2]

## Aliados y otras proclamaciones
La solución a los problemas agrarios no solo era importante para Emiliano Zapata, al igual que él otros personajes se interesaban por ayudar al pueblo, personajes como el Licenciado Andrés Molina, quien estipulaba que el problema se encontraba en los grandes latifundios, ya que acaparaban toda la producción además de estar en fraudes fiscales, por lo tanto es necesaria la división de latifundios mediante la creación de leyes.

El Licenciado Luis Cabrera también se encontraba de acuerdo con la repartición de tierras y hacerle justicia a los pobladores:
Es necesario resolver otro problema agrario de mucha importancia que consiste en liberar a los pueblos de la presión económica o política que sobre ellos ejercieron las haciendas [...]. Para esto es necesario pensar en la constitución de los ejidos, procurando que sean inalienables, tomando las tierras que se necesiten para ello, de las grandes propiedades circunvecinas, ya sea por medio de la compra, ya por medio de expropiaciones por causa de utilidad pública con indemnización, ya por medio de arrendamiento o aparcerías forzosa.
Antenor Sala fue otro personaje muy importante en cuanto al tema de la devolución y expropiación de tierras, creía que las tierras debían ser devueltas a sus antiguos propietarios, con lo que no estaba de acuerdo es con la manera en que Emiliano Zapata y su ejército proponían hacerlo, al Estado le costaría demasiado dinero pagar a los hacendados por la tierra y tomarla por la fuerza debía ser el último recurso, si se debían devolver las tierras a sus legítimos dueños, se procedería de manera legal y civilizada.

Además de la publicación del Plan de Ayala los zapatistas realizaban distintas publicaciones para reforzar el plan, como el manifiesto al pueblo publicado en agosto de 1914 en el cual se proclamaba:
La nación exige algo más que cambios políticos y "reformas tímidas", quiere romper de una vez por todas con el área feudal, que en estos días resulta un anacronismo; quiere destruir de un solo golpe las relaciones de amo y siervo y de capataz y esclavo, que son las únicas que rigen.
el 8 de septiembre Zapata proclamó otro decreto en el que:
- Se nacionalizaban las propiedades de los enemigos de la revolución y estipulaba que los fondos de las ventas de las propiedades urbanas deberían ser utilizados para formar "instituciones bancarias dedicadas a fomentar la agricultura" y para pagar las pensiones a las viudas y los huérfanos de los revolucionarios.
- Los bosques, tierras y aguas nacionalizadas deberían ser "distribuidos en forma común entre los pueblos que así los solicitasen y divididos en lotes entre todos aquellos que lo desearan."
- La tierra repartida no podría ser "vendida o alienada en alguna forma; quedando nulos los contratos o transacciones en los cuales se tratara de alienar posesiones". Únicamente podría cambiar de mano estas propiedades rurales "por transición legitima de padres a hijos."[2]